# Chris Ware
Chris Ware, född 28 december 1967, är en amerikansk serieskapare, känd för tidningen Acme Novelty Library och därifrån i synnerhet den kritikerrosade serieromanen Jimmy Corrigan, the Smartest Kid on Earth.

## Biografi

### Tidiga år
Franklin Christenson Ware föddes 1967 i Omaha, Nebraska, USA. Han visste tidigt att han ville bli konstnär. Hans första publicerade serier syntes i slutet av 1980-talet i den dagliga studenttidningen The Daily Texan, där bland annat de tidigaste versionerna av Quimby the Mouse och Floyd Farland: Citizen of the Future debuterade.
Under samma period publicerade han egna seriefanzin som Lonely Comics and Stories och återtryck av Quimby the Mouse. Ware upptäcktes sedermera av serienestorn Art Spiegelman som lät publicera hans serier i sitt legendariska seriemagasin RAW, vilket ledde till att Ware blev ett namn i vidare kretsar av alternativserieläsare.

### Fantagraphics, Acme
På 1990-talet inledde Ware ett långvarigt samarbete med förlaget Fantagraphics, och 1993 kom hans egen serietidning/albumserie, Acme Novelty Library, ut med sitt första nummer. Innehållet bestod av nyproducerat seriematerial uppblandat med återtryck av äldre serier som Quimby the Mouse. Acme Novelty Library har sedan dess oregelbundet och existerar än idag. Under det tidiga 00-talet reviderade Ware samarbetet med Fantagraphics och från och med nummer sexton är det Ware själv som står för publiceringen av tidningen, medan Fantagraphics fortfarande handhar distributionen. I Acme debuterade serier som Rusty Brown och Jimmy Corrigan.
Flera av Wares serier har återtryckts i samlingsalbum, och även vissa nummer av Acme Novelty Library har formen av sammanhållna seriealbum. Hans serier och illustrationer har dessutom publicerats i tidningar som New City, The Chicago Reader, Nest Magazine, The New Yorker, Kramers Ergot och Sunday New York Times Magazine.

### Övrig produktion
På senare år har Chris Ware bland annat arbetat med formgivning och redigering i samband med återutgivningen av flera av de gamla dagspresserier som är hans inspirationskällor, till exempel bokutgivningen av Gasoline Alley på Drawn & Quarterly, och samlingsböckerna med Krazy Kat från Fantagraphics.
Ware har tecknat och formgivit åtskilliga skivomslag och affischer för diverse ragtime-orkestrar, däribland Et Cetera String Band, Virginia Tichenor, Reginald R. Robinson, the Paragon Ragtime Orchestra, och Guido Nielsen. Som ett hängivet ragtime-fan ger han även ut den årliga tidskriften The Ragtime Ephemeralist.

### Privatliv
Ware bor idag (2007) i Oak Park, Illinois.

## Stil och innehåll
När det gäller manus och innehåll varierar sig Ware en hel del, och arbetet rör sig genremässigt över ett brett spektrum. Ett vanligt innehåll i flera av Wares verk (till exempel Jimmy Corrigan och Rusty Brown) är en banal, ofta tristessartad vardag, mixad med bisarra situationer och hjärtskärande tragikomik (inte helt olikt Daniel Clowes serier). Drömlika, surrealistiska scenarion är ett annat element som ofta dyker upp. "Den lilla människan i den stora världen" är ett återkommande karaktärsdrag hos huvudfigurerna.
Bildmässigt hämtar Chris Ware sin inspiration från alla möjliga håll. Det finns ett tydligt drag av Hergés klara linje i hans bilder, och Ware har själv berättat att han inspirerats av holländaren Joost Swarte (som i sin tur parafraserar Hergé). Ännu tydligare är kanske influenserna från amerikanska dagspresserier från det tidiga 1900-talet, såsom Lille Nemo i Drömrike, Gyllenbom, Gasoline Alley och Lisa och Sluggo, inte minst layoutmässigt.
Den amerikanska tidiga 1900-talsestetiken gör sig även påmind i det Ware avbildar i sina serier – från arkitektur och mode till avbildade annonser, konstverk och bruksföremål. En inspirationskälla utanför serievärlden som Ware själv har nämnt är konstnären och skulptören Joseph Cornell, som liksom Ware har ett nostalgiinriktat designintresse och även han ofta arbetar med att rama in sina avbildningar i en sorts "lådor".
Inspirerade av gamla tiders tidningspublikationer är även Wares "Miniature Workings", små pappersmodellbyggen, urklippbara leksaker och pysselbilagor som han ofta trycker i sina seriepublikationer, framför allt i Acme Novelty Library.
Wares bildkomposition och sidlayouter framhålls av många som mästerliga. Sidorna består ofta av många små rutor, ibland frimärksstora eller ännu mindre, inte sällan symmetriskt upplagda. Läsordningen av rutorna är oftast traditionellt och läsflödet lätt och välavvägt, men ibland har Ware arbetat mer experimentellt med layouterna och försökt få läsaren att följa en läsordning som bryter mot alla normer.
Det pedantiska arbetet med bildrutor kan förleda läsaren att tro att de är gjorda med datorn som verktyg, men Ware använder sig huvudsakligen av papper, penna och linjal.
Färgläggningen är traditionell till utseendet, liksom hos Wares förebilder inom serievärlden är det fyrfärg och tvådimensionalitet som gäller.

## Priser och utmärkelser
Ware har vunnit åtskilliga utmärkelser genom åren. 1999 fick Acme Novelty Library amerikanska National Cartoonists Society Award för "bästa serietidning". Serieromanen Jimmy Corrigan, the Smartest Kid on Earth vann 2001 ett Guardian First Book Award, den första tecknade serien någonsin som erhållit ett prestigefyllt brittiskt litteraturpris. Jimmy Corrigan vann också priset för bästa album på franska Angoulême-festivalen 2003. Samma år tilldelades Ware den svenska Adamsonstatyetten som bästa utländska serieskapare 2003.
Tillsammans med storheter som Will Eisner, Jack Kirby, Harvey Kurtzman, Robert Crumb och Gary Panter hedrades Ware som en av huvudattraktionerna på utställningen Masters of American Comics" på judiska museet i New York 2006-2007.

### Lista
- Harvey Award för bästa textare,  1996[8]
- Eisnerpriset för bästa färgläggning,  1996[9]
- Harvey Award för bästa färgläggare,  1996[8]
- Harvey Award för bästa färgläggare,  1997[8]
- Eisnerpriset för bästa färgläggning,  1998[9]
- Harvey Award för bästa färgläggare,  1998[8]
- Harvey Award för bästa färgläggare,  2000[8]
- Harvey Award för bästa textare,  2000[8]
- Harvey Award för bästa omslagskonstnär,  2000[8]
- American Book Awards, för Jimmy Corrigan, the Smartest Kid on Earth,  2001
- Guardian First Book Award, för Jimmy Corrigan, the Smartest Kid on Earth,  2001
- Eisnerpriset för bästa färgläggning,  2001[10]
- Harvey Award för bästa färgläggare,  2002[8]
- Harvey Award för bästa textare,  2002[8]
- Adamsonstatyetten,  2003
- Harvey Award för bästa färgläggare,  2004[8]
- Bästa utländska verk publicerat i Spanien, för Jimmy Corrigan, the Smartest Kid on Earth,  2005
- Eisnerpriset för bästa färgläggning,  2006[10]
- Harvey Award för bästa textare,  2006[8]
- Harvey Award för bästa serieskapare,  2006[8]
- Eisnerpriset för bästa författare/konstnär,  2008[10]
- Eisnerpriset för bästa författare/konstnär,  2009[10]
- Eisnerpriset för bästa textning,  2009[10]
- Lynd Ward Graphic Novel Prize, för Building Stories,  2013[11]
- Eisnerpriset för bästa textning,  2013[12]
- Eisnerpriset för bästa författare/konstnär,  2013[12]
- Inkpot Award,  2019[13]
- Grand prix de la ville d'Angoulême,  2021[14]
- Ignatz Award

[Redigera Wikidata]

## Produktioner (urval)
- Quimby the Mouse
- Floyd Farland: Citizen of the Future
- Potato Guy
- Sparky
- Big Tex
- Rocket Sam
- Jimmy Corrigan, the Smartest Kid on Earth
- The Super-Man
- Building Stories
- Tales from the Future
- Rusty Brown